# 天生妙手
《天生妙手》是日本漫畫家山本航暉創作的日本漫畫作品。於講談社漫畫雜誌《週刊少年Magazine》2001年16号至2011年45号期間進行連載，單行本全62卷。不像其他醫療漫畫以外科醫療為主要題材、其他的醫療系統取的很少。這漫畫中有各醫療系統的內容、有麻酔科、整形外科、形成外科。還有醫療漫畫比較少出現的從經營者側的視點描述如醫師不足等經營問題。
為《週刊少年Magazine》的看板漫畫，單行本第1卷至第58卷的累計銷售量高達900萬冊。2009年改編成電視劇。

## 故事簡介
結束了研修而到安田記念病院（以下稱「巴爾赫拉」）任職的傳說中的「上帝之手」之子・真東輝。他與夥伴・患者們共同對抗病魔、朝著「最好的醫療」日漸成長的故事。

## 登場人物

### 安田記念醫院

#### 外科
真東 輝
本作的主人公。J大醫學部畢業後，到巴爾赫拉任職外科醫生，目標是成為全身科醫師，並且超越自己的父親。心目中理想的醫療是與患者一起攜手前進。胸前有著手掌形狀的印記，是小時候經歷天下航空墜機事故時父親為他做心肺復甦術時留下的，像是父親留給他「絕對不敗的運氣」一樣，到目前為止負責的病患從未有過死亡的病例。
興趣是做模型和吃拉麵，最愛的飲料是草莓牛奶（加糖）。個性迷糊、經常在小事上犯錯，撞上醫療器材手推車、跌倒都是家常便飯。父親過世後由姑姑朱鷺子收養，將她當作親生母親一樣尊敬，由於讀私立醫大需要許多學費，因此大部分的薪水都用來還給朱鷺子而過著拮据的生活。因為小時候經歷墜機事故而害怕搭飛機和直升機，以及具有速度感的機器與設備，例如雲霄飛車、高速馳騁的機車。在墜機事故後可能是打擊太大而想不起小時候的事情，在接近結局的時候與親生母親相認，並想起了那些失去的記憶。
可以精準的說出每種泡麵的價錢，是個音痴。
結局時與佐倉綾乃在羽鳥島上舉行婚禮，後來生了一對龍鳳胎。
身高161.5cm、體重54kg。12月11日生、血型B型。
北見 柊一
安田紀念醫院外科部長、輝的指導醫生。専門為心臓外科。在T大醫學部時被稱為「20年才出現一位的天才」、在T大講師旁幫忙時看到安田的手術就受到衝撃而被他吸引到巴爾赫拉任職。在手術時很沈着冷静，被稱為「冰凍的手術刀」。左手手臂有著一道嚴重的疤痕，是學生時代受的傷，在努力復健後與沒受過傷一樣靈活。當時在醫院遇見瀨川菜緒是他成為醫師的起點，在那之前學業成績並不突出。
雖然本人單身但在巴爾赫拉受女性護士與女性病人的愛戴，每年情人節收到眾多的巧克力令他十分困擾，在四宮慧的婚禮上受到女性醫師和護士們飛撲而全身擦傷。雖然不喜歡但因為院長命令所以留著長髮，擁有365條領帶，喜歡最新的科技產品以及登山。因為學生時代經常轉學的緣故常被找麻煩，所以意外的擅長打架。不擅長安慰人。
身高182cm、體重76kg。9月16日生、血型A型。
四宮 慧
關西知名醫院集團－－四瑛會的四男，因仰慕北見而來到巴爾赫拉。在T大被稱為「北見再現」的外科醫生，T大畢業後到巴爾赫拉任職。在任職時的指導醫生為片岡，個人對北見非常崇拜。
任職初期認為醫生必要的是「技術」，而患者是展現自己技術的「道具」，受到阿輝的影響漸漸改變，然而關鍵卻是與和自己有著類似成長經驗的小兒科患者尊流接觸後才終於承認自己的改變。一開始不將阿輝放在眼裡，然而慢慢的了解到阿輝的可怕之處，是阿輝最強的夥伴和勁敵。比阿輝年長一歲。看似溫和有禮的四宮在遇到阿輝後慢慢嶄露出毒舌、幼稚的一面，經常與阿輝鬥嘴。
興趣是鋼琴，愛車是フォルクスワーゲン・ゴルフ，有固定使用的記事本品牌，本人說是男人的堅持。因為小時候曾經引起火災，所以很怕火，於阪神．淡路大震災救急治療時克服。不被父親所喜歡一直是他非常介意的事情，兄弟姊妹當中和妹妹四宮梢感情最好。結局時與佐野令以子結婚，後來和阿輝幾乎是同一時間生了女兒。
身高168cm、體重61kg。2月9日生、血型AB型。
片岡 貢
四宮慧的指導醫生。在澳洲留學的時候，正當可能被拔擢為當地醫院的外科部長之際，毅然回到日本，在巴爾赫拉就任。曾經是外科部長的最佳人選，但卻向院長強力推薦北見擔任。是捐血車的指定醫師，在學會當中他的論文受到相當高的評價。
興趣是釣魚、特技為魔術。非常介意自己逐漸退後的髮際線。
身高168cm、體重73kg。11月25日生、血型A型。已婚、兩個兒子的父親。
沖 登志也
繼片岡後的資深外科醫生。因為經常要求年輕醫師們仔細做檢查，有「碎碎念大王」之稱。結局時向神矢醫生求婚成功。
興趣是劍道和看足球。
身高179cm、體重78kg。11月12日生、血型AB型。
藤井 基樹
巴爾赫拉的實習醫生，因為想在巴爾赫拉學習而跟蹤安田院長向他推薦自己。是輝最初的後輩。因為小時候遇到的事故而立志成為外科醫師，但也因為那場事故擁有血液恐懼症，在輝的激勵後克服。
實習結束後，一度回到大學病院，之後正式配属到巴爾赫拉。
神矢 翔子
四宮蓮介紹到巴爾赫拉任職的外科醫生。過去與師父真東海清在羽鳥島上行醫，非常仰慕師父。曾經認為阿輝是一個將自己母親丟棄在孤島不聞不問的自私的人，而且過去在羽鳥島上行醫時曾多次因為資源不足而遭遇病患死亡，所以非常討厭從未經歷過病患死亡的阿輝，但漸漸了解自己的想法是錯的，後來喜歡上了阿輝，結局時答應了沖醫生的求婚。
劍道實力在沖醫生之上。

#### 護士
佐倉 綾乃
本作的女主角。和阿輝雖然兩情相悅，但因為進展緩慢而讓身邊的同事們經常為他們著急。曾經大膽的向阿輝要求可以套在手指上的禮物，結果卻收到手套。結局時和阿輝結婚。
父親在建設公司工作、家中五個小孩、綾乃是長女。興趣是郵購。是演歌歌手北島三郎的大粉絲。
身高161cm、三圍B92・W57・H88。4月15日生、血型O型。
佐野 令以子
綾乃的護士前輩。剛開始與慧是喝酒的夥伴，後來發展成戀人，最後兩人順利結婚了。
身高163cm、三圍B86・W58・H80。6月6日生、血型A型。
遠藤 睦美
護士主任。特徵是瞇瞇眼。因為對輝較多嚴厲的斥責、對輝來說是恐怖的存在。
身高164.5cm、三圍B83・W60・H79。1月2日生。
栗田 真穂
有著馬尾且帶眼鏡的護士。興趣是讀書。
身高167.5cm、三圍B82・W59・H84。9月2日生、血型A型。
桃瀬 まのあ
憧憬北見的護士。未來的夢想是做「外科部長夫人」。
身高154.5cm。8月31日生、血型AB型。
田井静恵
手術室護士，負責在手術中傳遞器具。戴著厚厚的眼鏡。
身高161cm。3月20日生、血型AB型。

#### 經營團隊
安田 潤司
安田記念醫院院長。擁有「黃金左手」稱號的天才外科醫生、擅長以話術營造出時間緩慢流動的氣氛，實際上手上的動作卻是飛快進行，被稱作「時間魔術」。在作品中有著日本第一位成功開子宮内胎兒手術的人。帶著眼鏡的光頭男性。也會和護士喝茶聊天、讓人覺得他不像院長。
本來不相信「奇跡」、在美國修行中看到真東光介的手術、之後以「神的領域」為目標。與光介出身同所大學、稱真東光介為「真東學長」並且非常尊敬他。
身高178cm、體重64kg。3月3日生、血型B型。興趣是柏青哥、愛車是ミニクーパー。有一個女兒。
其原型為映像作家・漫畫原作者的安田潤司、名字也使用一樣的名字。
皇 稜斗
安田記念病院理事長。IT企業「皇集團」的會長、被稱為「日本PC界的年輕帝王」。在日本是首屈一指的富豪，但外表看起來不太像，對妻子一見鍾情，甚至在第一次約會時就求婚。童心未泯，非常喜歡玩具，人稱「頑皮的天才」。非常細心，甚至是細心過了頭，每年的情人節相較於其他人，送給北見的不是巧克力而是鹹仙貝。
以KZ病院收買併吞巴爾赫拉的事件為契機救了巴爾赫拉、之後就任巴爾赫拉的理事長。
因為小時候失去了弟弟，所以開發了外科醫術模擬系統「LEBEN」，後來陸續開發機器寵物與電腦病歷表系統的連線、對巴爾赫拉的醫療貢獻很大。
與妻子有一男一女、其女兒櫻接受日本第一次的子宮内胎兒手術。
身高174cm、體重62kg。6月1日生、血型O型。

#### 各科部長
岩永 修
麻酔科部長、有著「睡眠大師」的別名。當初為巴爾赫拉唯一的麻酔科醫生，在韮崎・水島加入後升為麻酔科部長，並有了專屬的辦公室，但因為水島醫師太喜歡八卦所以還是經常待在外科。
與妻子有一個小孩。有一度為維持生活與家庭的時間而到KZ病院、因為輝的勸說與從患者那拿到的信了解到自己心目中的「理想醫療」而回巴爾赫拉。
身高175cm、體重65kg。3月19日生、血型A型。
船場 聖樹
形成外科部長。自稱「美的傳道師」。飼養著兩隻水蛭叫做「夢露」與「瑪丹娜」。自我要求非常高，雖然從外表看不出來，但經常責備自己不夠好。只有他一人的辦公室布置的相當華麗，但裡面的房間卻是堆滿了病歷資料與醫療書籍。
身高179cm、體重69kg。10月27日生、血型A型。
市野澤 律
腦外科部長、有著「ミクロの魔術師」的別名。母親方面有德國血統，長相非常帥氣，為了避開女性的追求而戴上眼鏡，手術時會改戴隱形眼鏡。
興趣是踢踏舞與泡溫泉。隨身攜帶調味料。
身高181cm、體重63kg。6月27日生、血型AB型。
森 實繼
内科部長。和阿輝感情很好，經常在他被北見責罵時幫忙轉移北見的注意力。曾經擔任NGO的醫生，和妻子已經離婚，有個叫做「俊繼」的兒子。
身高184.5cm、體重79kg。8月15日生、血型O型。原型為橄欖球選手森重隆。
小室 匠
小兒科部長。關西出身。
身高176cm、體重75kg。5月10日生、血型O型。
千石 勝利
整形外科部長。
河野 雅之
婦產科部長。於安田執刀的子宮内胎兒手術與部下有明友治共同擔任助手。

#### 其他
韮崎 洋平
麻酔科醫生。頭卷著頭巾的黑皮膚年輕男性。擁有100條以上的頭巾，目標是收集到365條。
身高186.5cm、體重82.5kg。7月31日生、血型B型。
水島 胡美
麻酔科醫生。與韮崎共同任職的年輕女性。喜歡八卦與詢問他人的戀情。在佐野令以子結婚時慫恿她將捧花丟向北見，造成北見全身擦傷以及四宮蓮肋骨骨折。
身高159cm、三圍B85・W56・H84。6月12日生、血型AB型。
青木 和彦
整形外科醫生，感覺很沒存在感。與慧同年。
身高174cm、體重63.5kg。4月1日生、血型O型。興趣是撞球。現在單身。
保田 光輝
管理營養士。有著一舔食物就知其塩分濃度的舌頭。
和泉 圓
巴爾赫拉唯一的女性臨床工學技士。擔任回診與手術時的機械操作。
福村 芙美子
外科臨床藥劑師。因為小時候有誤用藥物的經驗、讓她立志做藥劑師。
三上 政春
理學療法士。成立巴爾赫拉的其中1人。
柳 優香
耳鼻喉科醫生。
在心中稱安田為禿頭（並沒有輕蔑的意思）。
太田 晴紀
内科醫生。
近藤 保
腦外科醫生。
丸橋 三郎
腦外科醫生。
普羅多．波特奇．匹茲亞．油豆腐蕎麥麵
皇開發出來的犬型機器人。行動與姿勢都完全模擬真的狗、目的為患者的精神治癒而為巴爾赫拉先使用。
前三隻分別屬於小兒科、外科、內科；油豆腐蕎麥麵則是在介紹電子病歷表時被阿輝取了名字後皇先生捨不得格式化而送給他的。名字全部來自於輝。
另外、現在四瑛会也使用同様的犬型機器人（名字是蘋果、巧克力）。

### 四瑛會

#### 四宮家
四宮 蓮
四宮慧的三哥。以第一名的成績進入四瑛館大學、有著與北見匹敵的手術技術。動手術時會配合音樂的節奏進行、在四瑛會有専屬的手術室。看似屬於大人派，但其實有另外的目的。
表面上溫和有禮、骨子裡卻有著冷酷的一面，非常不服輸。雖然擁有優秀的統帥力，但不擅長文書工作，所以通常都丟給蘭木長船處理。小時候罹患法樂氏四合症、由真東光介所救。因為這個緣故、對光介的兒子輝很執著。
在慧的結婚典禮上因為站在北見身邊受到波及，被巴爾赫拉的女醫師和護士們飛撲造成肋骨骨折。
四宮 凱
四宮慧的父親、四瑛會病院的會長。比起對患者與醫療行為反而對利益為優先。
年輕時因為真東光介拒絕他的邀約到四瑛會工作，而故意陷害他被趕出日本醫界，原以為這樣就會讓光介妥協，沒想到真東光介卻選擇遠赴美國。之後基於對抗意識，特意進行與光介同樣的法樂氏四合症心臟手術、結果失敗而患者死亡。同天四男誕生、諷刺的是大人卻將四男取名為與死去病患相同的名字「慧」、將慧視為自己「敗北的象徴」而疏遠。
四宮 魁
四宮慧的大哥。自認為自己是凱的後繼、四瑛會的繼承人、在得知慧考上T大醫學院後感到威脅而遠赴海外學習外科技術與醫院經營。屬於會長派。雖然身為外科醫師的技術並不差、卻不及弟弟蓮和慧那般吸引人、但私底下非常努力。然而嫉妬心使他長年對兩人產生反感，所以感情不算好。住在四瑛會本家的洋館內與妻和兒子共同居住。
身長185cm、體重87kg。12月4日生。
四宮 烈
四宮慧的二哥。留著一頭長髪束在身後、戴著眼鏡。住在四瑛會本家的洋館內，但沒有和魁住在一起。
作品中接受凱與魁的指示行動比較多、比較不會以個人為主而行動。屬於會長派，很有自知之明知道自己適合輔佐。在慧和梢都結婚之後，被蓮因為集團意識溫柔對待而感到噁心不適應。
四宮 梢
四宮慧的妹妹。上進心很強、會毫不猶豫的說出想法這點和慧很相似、跟慧一樣有坦率的性格。與父親．凱、大哥．魁和二哥．烈「貪婪且傲慢」和輕蔑的態度形成強烈的對比、反而比較親四哥．慧。
和哥哥一樣小時候就接受醫學的精英教育、有豐富的診療知識、不想照父親的意思朝婦產科和内科學習反而専攻外科，但因為在四瑛會被當作大小姐不讓她接觸前線工作，所以實際上沒有救助病患的經驗。來到巴爾赫拉後一次接生經驗讓她體會到身為女人的幸福，決定成為婦產科醫師。之後與豊嶋元結婚並成為四瑛會本院婦產科部長。
四宮 龍奉
四宮凱的父親、慧的祖父。為四瑛會的總帥、被周圍的人稱為「大人」。
四宮 千榮
四宮龍奉的媽媽、慧的曾祖母。已故。慧以「白色曾奶奶」稱呼。
以「醫者仁心」為座右銘的女醫師。在四榮病院營運時的醫師．與四宮莊一結婚、進而將個人病院的四榮病院發展成總合病院「四瑛病院」、現在的醫療法人・四瑛會的構築基礎。

#### 四瑛會龍宮醫院
豊嶋 元
四瑛會龍宮病院的外科部長。溫呑的性格、目標為全身科醫生。和秋月醫生在學習會上認識，將古武術應用於介護的方法教給輝。和阿輝是喜歡甜食的夥伴。與四宮家是遠房親戚關係、很尊敬慧。與梢是青梅竹馬的關係。
故事後期、蓮任命為四瑛會的九州統括部長離開龍宮市。之後和梢結婚並進昇為四瑛會病院本院的院長。
大成 丹繕
四瑛會龍宮病院的初代院長。典型的惡質醫生。之後被流放到偏遠地區。
水澤 徳之
四瑛會龍宮病院的第二代院長。接替下台的大成就任院長、因巴爾赫拉的影響經營陷入苦戰。

#### 四瑛會醫院本院
蘭木長船（あららぎ おさふね）
蓮的秘書。和蓮是從幼稚園時就認識的青梅竹馬、不管是公事還是私事上的雜務都會幫蓮處理妥當、負責選定蓮手術時的音樂。對蓮有著絕對不會動搖的忠心。在四瑛會醫院當中擔任蓮率領的外科手術集團・手術部的部長、做為醫師技術非常高明。家裡也是開醫院的、有一個哥哥。
乃木篤仁（のぎ あつひと）
外科醫師。在四瑛會當中屬於第一醫師。蓮的心腹、當初屬於手術部，在手術部和外科部統合之後，現在是屬於外科部。依照蓮的指示、在阿輝來到四瑛會留學時擔任他的指導醫生。
檜山侑太（ひやま ゆうた）
年輕的外科醫師。過去因為上司在四瑛會内部派系爭鬥時失敗遭到牽連而放逐、後來受到慧提拔回到本院，非常崇拜慧。之後在升級考試當中雖然成績十分優秀、但因為仰慕慧的關係遭到凱討厭、結果不合格。
家裡是經營溫泉旅館、有姊妹各一人。
脇坂甚（わきさか じん）
醫局長。原本的外科部長。在阿輝剛來到四瑛會醫院留學時因為不喜歡他，而在阿輝首次進行手術時故意將成員全部換成了實習醫生，之後漸漸認同阿輝和慧的醫療方針。
後澤照久（ごさわ てるひさ）
外科醫師。在四瑛會中屬於第一醫師。缺點是沒辦法長時間執刀。一開始討厭阿輝和慧，在一次為朋友的兒子手術後改變了想法。
恩田清隆（おんだ きよたか）
急救中心負責人。和其他科的醫師關係不好、在慧的改革計畫中因阿輝的影響而開始與外科合作。
橘裕作（たちばな ゆうさく）
「神明的雙璧」當中登場的男醫師。從四瑛會大學醫院轉任四瑛會醫院的新人，過度自信，非常崇拜蓮，習慣以勝負來衡量手術。指導醫生是後澤。

### 輝的親人
真東 光介
輝的父親。有著被稱為「怪物（モンスター）」的手術技術、傳說中的上帝之手。因為姓氏不好念，而被稱為「Dr.EAST」。於P大病院任職、因為四宮凱的策略而被日本的醫院放逐、帶著輝前往美國。後在安田潤司邀請下回國時於天下航空機墜落事故死亡。擁有與實際的年齢不符的娃娃臉，和阿輝一樣個性迷糊，被妹妹朱鷺子與妻子海清認為父子倆簡直一模一樣。「怪物」這個外號是因為本來的上司知道他的年紀後很驚愕的關係。手術前會以穩重的表情對患者做出笑顔。
身高175cm、體重61kg。4月30日生、血型O型。
真東 海清
輝的親媽媽。住在羽鳥島、一手包辦島民的醫療的女醫。神矢翔子非常仰慕的師父。
和光介結婚生下輝、本來是3人一直生活著、在輝4歲時、原本決定一家人前往美國，但在機場看見羽鳥島發生重大事故等待救援的狀況，當場決定回到羽鳥島，將輝託付給光介後分開，並再也沒見過光介。在墜機事故發生時為了替護士接生而未能到事故現場，半年多後雖然去見了阿輝，卻在看見阿輝與朱鷺子夫妻相處的模樣後覺得自己沒有資格見他。
蓑輪 朱鷺子
光介的親妹妹、輝的姑姑。收養與教育在天下航空機墜落事故喪父的輝。對輝來說、與小時候就離開的海清一樣是母親的存在。在阿輝決定不去見海清的時候大發雷霆。住在橫濱。與哥哥和侄子(輝)同樣是娃娃臉、雖然年紀比安田潤司大但是看起來比較年輕。喜歡的食物是橘子、常常在輝物資不足時寄一堆救援物資給輝。還有也很喜歡動物、家裡飼養了兩隻狗、兩隻貓與一隻鳥，都是阿輝在街上發現的。愛車是日産車・ティアナ。
身長164cm。7月20日生、血型O型。老公．善治是寫「偵探五右衛門系列」的有名小説家。

## 用語
安田記念醫院（やすだきねんびょういん）
安田潤司於龍宮市内買下中古病院設立城的救急指定病院。醫科有外科・内科・麻酔科・腦外科・整形外科・形成外科・小兒科・婦産科・皮膚科・耳鼻科等10局、更開設藥局。
有「巴爾赫拉（眾神所在之處-かみがみのいますところ-）」之名。。
巴爾赫拉計劃
安田潤司推動的計劃。追求「理想の醫療」為目的。
第二世代（セカンドジェネレーション）
從安田潤司與北見柊一開始的巴爾赫拉「第一世代」的後繼年輕医師。
之中的登場人物有真東輝、四宮慧、韮崎洋平、水島胡美、青木和彦等人。
四瑛會（しえいかい）
以神戸市為起點的關西最大的醫療法人。原本只是四榮醫院的一間個人醫院、在四宮千榮時發展至综合病院「四瑛醫院」。
四瑛館大学（しえいかんだいがく）
四瑛會的醫科大學。
会長選挙
龍宮市（りゅうぐうし）
日本的T縣中架空的都市。本作的舞台、巴爾赫拉的所在都市。
上帝之手（ゴッドハンド）
有「神之手」之稱、有著超一流技術與能力的名醫的用語。作品中由輝的父親・真東光介擔任。
全身科醫生（ジェネラリスト）
用意是不希望病人生病還煩惱該看哪科時能適時給予援助的專家、能醫治全身的専門醫者。
巴爾赫拉全力培育的全身科醫生。四瑛會也朝這個目的前進、四瑛會的做法是把各科的醫師辦公室的牆壁打掉並隨機安排座位便於直接做討論
天下航空機事故（てんかこうくうきついらくじこ）
輝於小時候遭遇的事故。天下航空的客機在迫路山墜毀、包含真東光介的多數乗客・乗務員死亡。真東光介對輝做CPR而讓輝活下來成為這場事故的唯一生存者。

## 出版書籍
單行本
| 卷數 | 講談社         | 講談社                 | 東立出版社     | 東立出版社             |
| 卷數 | 發售日期       | ISBN                   | 發售日期       | ISBN                   |
| ---- | -------------- | ---------------------- | -------------- | ---------------------- |
| 1    | 2001年7月6日   | ISBN 978-4-06-312999-1 | 2002年8月23日  | ISBN 986-11-0399-6     |
| 2    | 2001年8月8日   | ISBN 978-4-06-313011-9 | 2002年9月16日  | ISBN 986-11-0511-5     |
| 3    | 2001年10月15日 | ISBN 978-4-06-313032-4 | 2002年10月15日 | ISBN 986-11-0989-7     |
| 4    | 2001年12月17日 | ISBN 978-4-06-313055-3 | 2003年1月16日  | ISBN 986-11-1233-2     |
| 5    | 2002年3月13日  | ISBN 978-4-06-313087-4 | 2003年2月19日  | ISBN 986-11-1350-9     |
| 6    | 2002年5月15日  | ISBN 978-4-06-363107-4 | 2003年3月10日  | ISBN 986-11-1351-7     |
| 7    | 2002年7月15日  | ISBN 978-4-06-363125-8 | 2003年4月3日   | ISBN 986-11-1738-5     |
| 8    | 2002年9月13日  | ISBN 978-4-06-363147-0 | 2003年5月21日  | ISBN 986-11-1739-3     |
| 9    | 2002年12月14日 | ISBN 978-4-06-363177-7 | 2003年6月18日  | ISBN 986-11-2015-7     |
| 10   | 2003年2月14日  | ISBN 978-4-06-363202-6 | 2003年7月10日  | ISBN 986-11-2181-1     |
| 11   | 2003年4月14日  | ISBN 978-4-06-363227-9 | 2003年10月25日 | ISBN 986-11-2408-X     |
| 12   | 2003年6月13日  | ISBN 978-4-06-363253-8 | 2003年12月29日 | ISBN 986-11-2976-6     |
| 13   | 2003年8月9日   | ISBN 978-4-06-363274-3 | 2004年6月2日   | ISBN 986-11-3966-4     |
| 14   | 2003年10月17日 | ISBN 978-4-06-363299-6 | 2004年6月2日   | ISBN 986-11-4353-X     |
| 15   | 2003年12月17日 | ISBN 978-4-06-363319-1 | 2004年6月2日   | ISBN 986-11-4354-8     |
| 16   | 2004年2月13日  | ISBN 978-4-06-363337-5 | 2004年8月12日  | ISBN 986-11-4504-4     |
| 17   | 2004年4月12日  | ISBN 978-4-06-363360-3 | 2004年8月12日  | ISBN 986-11-5097-8     |
| 18   | 2004年6月14日  | ISBN 978-4-06-363389-4 | 2004年10月28日 | ISBN 986-11-5258-X     |
| 19   | 2004年8月9日   | ISBN 978-4-06-363414-3 | 2005年2月5日   | ISBN 986-11-5910-X     |
| 20   | 2004年10月8日  | ISBN 978-4-06-363438-9 | 2005年5月11日  | ISBN 986-11-5911-8     |
| 21   | 2004年12月15日 | ISBN 978-4-06-363461-7 | 2005年7月7日   | ISBN 986-11-6178-3     |
| 22   | 2005年3月17日  | ISBN 978-4-06-363501-0 | 2005年9月26日  | ISBN 986-11-6850-8     |
| 23   | 2005年5月17日  | ISBN 978-4-06-363526-3 | 2005年12月9日  | ISBN 986-11-7147-9     |
| 24   | 2005年7月12日  | ISBN 978-4-06-363552-2 | 2006年1月5日   | ISBN 986-11-7775-2     |
| 25   | 2005年10月12日 | ISBN 978-4-06-363571-3 | 2006年2月16日  | ISBN 986-11-7776-0     |
| 26   | 2005年12月14日 | ISBN 978-4-06-363610-9 | 2006年2月27日  | ISBN 986-11-7914-3     |
| 27   | 2006年2月14日  | ISBN 978-4-06-363629-1 | 2006年5月11日  | ISBN 986-11-8238-1     |
| 28   | 2006年4月13日  | ISBN 978-4-06-363654-3 | 2006年10月24日 | ISBN 986-11-8468-6     |
| 29   | 2006年6月12日  | ISBN 978-4-06-363676-5 | 2006年11月1日  | ISBN 986-11-8763-4     |
| 30   | 2006年8月17日  | ISBN 978-4-06-363707-6 | 2006年12月21日 | ISBN 986-11-8964-5     |
| 31   | 2006年10月17日 | ISBN 978-4-06-363730-4 | 2007年3月12日  | ISBN 978-986-11-9182-9 |
| 32   | 2006年12月15日 | ISBN 978-4-06-363757-1 | 2007年4月9日   | ISBN 978-986-11-9439-6 |
| 33   | 2007年2月16日  | ISBN 978-4-06-363788-5 | 2007年5月15日  | ISBN 978-986-11-9674-9 |
| 34   | 2007年4月17日  | ISBN 978-4-06-363815-8 | 2007年7月10日  | ISBN 978-986-11-9971-9 |
| 35   | 2007年6月15日  | ISBN 978-4-06-363836-3 | 2007年11月12日 | ISBN 978-986-10-0266-8 |
| 36   | 2007年8月17日  | ISBN 978-4-06-363862-2 | 2007年11月21日 | ISBN 978-986-10-0575-1 |
| 37   | 2007年10月17日 | ISBN 978-4-06-363897-4 | 2008年1月10日  | ISBN 978-986-10-0835-6 |
| 38   | 2007年12月17日 | ISBN 978-4-06-363923-0 | 2008年2月25日  | ISBN 978-986-10-1182-0 |
| 39   | 2008年2月15日  | ISBN 978-4-06-363947-6 | 2008年4月30日  | ISBN 978-986-10-1481-4 |
| 40   | 2008年4月17日  | ISBN 978-4-06-363970-4 | 2008年7月23日  | ISBN 978-986-10-1753-2 |
| 41   | 2008年6月17日  | ISBN 978-4-06-363995-7 | 2008年9月22日  | ISBN 978-986-10-2083-9 |
| 42   | 2008年8月12日  | ISBN 978-4-06-384020-9 | 2008年11月12日 | ISBN 978-986-10-2411-0 |
| 43   | 2008年10月17日 | ISBN 978-4-06-384048-3 | 2009年2月18日  | ISBN 978-986-10-2713-5 |
| 44   | 2008年12月17日 | ISBN 978-4-06-384073-5 | 2009年3月20日  | ISBN 978-986-10-3001-2 |
| 45   | 2009年3月17日  | ISBN 978-4-06-384107-7 | 2009年7月17日  | ISBN 978-986-10-3531-4 |
| 46   | 2009年5月15日  | ISBN 978-4-06-384133-6 | 2009年9月30日  | ISBN 978-986-10-3776-9 |
| 47   | 2009年7月17日  | ISBN 978-4-06-384156-5 | 2009年10月16日 | ISBN 978-986-10-4117-9 |
| 48   | 2009年9月17日  | ISBN 978-4-06-384181-7 | 2009年12月8日  | ISBN 978-986-10-4468-2 |
| 49   | 2009年11月17日 | ISBN 978-4-06-384204-3 | 2010年5月3日   | ISBN 978-986-10-4862-8 |
| 50   | 2010年1月15日  | ISBN 978-4-06-384231-9 | 2010年6月3日   | ISBN 978-986-10-5211-3 |
| 51   | 2010年3月17日  | ISBN 978-4-06-384263-0 | 2010年7月7日   | ISBN 978-986-10-5513-8 |
| 52   | 2010年6月17日  | ISBN 978-4-06-384311-8 | 2010年11月25日 | ISBN 978-986-10-5962-4 |
| 53   | 2010年8月17日  | ISBN 978-4-06-384342-2 | 2010年12月13日 | ISBN 978-986-10-6199-3 |
| 54   | 2010年10月15日 | ISBN 978-4-06-384376-7 | 2011年2月17日  | ISBN 978-986-10-6634-9 |
| 55   | 2010年12月17日 | ISBN 978-4-06-384413-9 | 2011年4月6日   | ISBN 978-986-10-6982-1 |
| 56   | 2011年3月17日  | ISBN 978-4-06-384456-6 | 2011年8月5日   | ISBN 978-986-10-7514-3 |
| 57   | 2011年6月17日  | ISBN 978-4-06-384486-3 | 2011年10月3日  | ISBN 978-986-10-8048-2 |
| 58   | 2011年8月17日  | ISBN 978-4-06-384531-0 | 2012年1月31日  | ISBN 978-986-10-8325-4 |
| 59   | 2011年10月17日 | ISBN 978-4-06-384561-7 | 2012年3月2日   | ISBN 978-986-10-8896-9 |
| 60   | 2011年12月16日 | ISBN 978-4-06-384595-2 | 2012年5月3日   | ISBN 978-986-10-9214-0 |
| 61   | 2012年2月17日  | ISBN 978-4-06-384625-6 | 2012年6月6日   | ISBN 978-986-10-9588-2 |
| 62   | 2012年5月17日  | ISBN 978-4-06-384669-0 | 2012年11月9日  | ISBN 978-986-317-067-9 |

文庫版
| 卷數 | 講談社         | 講談社                 |
| 卷數 | 發售日期       | ISBN                   |
| ---- | -------------- | ---------------------- |
| 1    | 2006年4月12日  | ISBN 978-4-06-370311-5 |
| 2    | 2006年5月12日  | ISBN 978-4-06-370320-7 |
| 3    | 2006年6月9日   | ISBN 978-4-06-370324-5 |
| 4    | 2006年7月12日  | ISBN 978-4-06-370328-3 |
| 5    | 2006年8月10日  | ISBN 978-4-06-370332-0 |
| 6    | 2006年9月12日  | ISBN 978-4-06-370344-3 |
| 7    | 2006年10月12日 | ISBN 978-4-06-370363-4 |
| 8    | 2006年11月10日 | ISBN 978-4-06-370378-8 |
| 9    | 2006年12月12日 | ISBN 978-4-06-370392-4 |
| 10   | 2007年1月12日  | ISBN 978-4-06-370402-0 |
| 11   | 2008年5月9日   | ISBN 978-4-06-370544-7 |
| 12   | 2008年7月11日  | ISBN 978-4-06-370562-1 |
| 13   | 2008年9月10日  | ISBN 978-4-06-370579-9 |
| 14   | 2008年11月8日  | ISBN 978-4-06-370598-0 |
| 15   | 2009年1月7日   | ISBN 978-4-06-370612-3 |
| 16   | 2012年4月12日  | ISBN 978-4-06-370843-1 |
| 17   | 2012年7月12日  | ISBN 978-4-06-370849-3 |
| 18   | 2012年10月12日 | ISBN 978-4-06-370850-9 |
| 19   | 2013年1月11日  | ISBN 978-4-06-370851-6 |
| 20   | 2013年4月12日  | ISBN 978-4-06-370852-3 |
| 21   | 2013年7月12日  | ISBN 978-4-06-370853-0 |
| 22   | 2013年10月11日 | ISBN 978-4-06-370854-7 |
| 23   | 2013年11月12日 | ISBN 978-4-06-370855-4 |
| 24   | 2013年12月12日 | ISBN 978-4-06-370856-1 |
| 25   | 2014年1月10日  | ISBN 978-4-06-384955-4 |
| 26   | 2014年2月13日  | ISBN 978-4-06-384962-2 |
| 27   | 2014年3月12日  | ISBN 978-4-06-384963-9 |
| 28   | 2014年4月11日  | ISBN 978-4-06-384964-6 |
| 29   | 2014年5月9日   | ISBN 978-4-06-384976-9 |
| 30   | 2014年6月12日  | ISBN 978-4-06-384977-6 |
| 31   | 2014年7月11日  | ISBN 978-4-06-384978-3 |

### 相關書籍
2004年4月16日發售、ISBN 4-06-334862-8
2010年3月12日發售、ISBN 978-4-06-370731-1
2010年3月17日發售、ISBN 978-4-06-375885-6

## 電視劇
於TBS電視網的TBS週六晚間八點連續劇時段播出，2009年4月11日到5月16日期間進行放送。全6話。主演平岡祐太，本作為平岡首次主演的電視連續劇作品。
2009年9月2日發售DVD-BOX。

### 主要角色
- 真東輝 - 平岡祐太
- 四宮梢 - 水川麻美
- 佐倉綾乃 - 村川繪梨
- 西村學 - 荒木宏文
- 林直行 - 中林大樹
- 岩永修 - 長谷川朝晴
- 遠藤睦美 - 宮地雅子
- 川瀨惠美 - 朝倉禮生
- 佐野令以子 - 林丹丹
- 乃木邦彥 - 八神蓮
- 長谷川香織 - 大久保麻理子[7]
- 高橋沙亞加 - 綾那
- 真東光介 - 寺脇康文（特別演出）
- 四宮蓮 - 要潤（友情演出）
- 蘭木長船 - 手塚通
- 片岡貢 - 小林隆
- 北見柊一 - 別所哲也
- 安田潤司 - 渡部篤郎
- 開場旁白 - 桐本琢也

### 各集登場人物
- 前田善光 - 西田健（第1集）
- 救援人員 - 吉家章人（第1集）
- 美香 - 大野百花（第1集、第2集）
- 古今亭師匠 - 神田山陽（第2集、第3集）
- 祐二 - 村上一志（第2集）
- 矢口稔彥 - 佐野和真（第3集）
- 矢口稔 - 小倉久寛（第3集）
- 皇稜斗 - 高嶋政宏（第4集、第6集）
- 皇聰子 - 澀谷琴乃（第4集）
- 皇海斗 - 伊澤柾樹（第4集）
- 佐竹梓 - 金子沙耶香（第5集、第6集）
- 大原岩雄 -丸岡獎詞（第5集）

### 製作人員
- 原作 - 山本航暉
- 劇本 - 深澤正樹、飯田讓治
- 音樂 - 池賴廣
- 攝影 - 池田英孝、杉村正規
- 導演 - 下山天、塚本連平
- 製作人 - 遠田孝一、清水真由美
- 製作 - TBS、MMJ

### 播放日程
| 各話                                                     | 播放日期      | 標題 | 節目表專欄 | 脚本     | 演出     | 收視率 |
| -------------------------------------------------------- | ------------- | ---- | ---------- | -------- | -------- | ------ |
| Vol.1                                                    | 2009年4月11日 |      |            | 深沢正樹 | 下山天   | 8.0%   |
| Vol.2                                                    | 2009年4月18日 |      |            | 飯田譲治 | 下山天   | 8.1%   |
| Vol.3                                                    | 2009年4月25日 |      |            | 深沢正樹 | 塚本連平 | 10.1%  |
| Vol.4                                                    | 2009年5月2日  |      |            | 飯田譲治 | 下山天   | 8.5%   |
| Vol.5                                                    | 2009年5月9日  |      |            | 深沢正樹 | 塚本連平 | 8.8%   |
| Vol.6 （最終回）                                         | 2009年5月16日 |      |            | 深沢正樹 | 下山天   | 8.8%   |
| 平均收視率8.7%（由Video Research調查關東地區的統計資料） |               |      |            |          |          |        |

### 相關商品
| 天生妙手原聲帶 | 天生妙手原聲帶 |
| 曲序           | 曲目           |
| -------------- | -------------- |
| 1.             | Heart on fire  |
| 2.             | God Hand       |
| 3.             |                |
| 4.             |                |
| 5.             |                |
| 6.             |                |
| 7.             |                |
| 8.             |                |
| 9.             |                |
| 10.            |                |
| 11.            |                |
| 12.            |                |
| 13.            |                |
| 14.            |                |
| 15.            |                |
| 16.            |                |
| 17.            |                |
| 18.            |                |
| 19.            |                |
| 20.            |                |

## 節目的變遷
| TBS系列 星期六晚上8點                            | TBS系列 星期六晚上8點              | TBS系列 星期六晚上8點 |
| ------------------------------------------------ | ---------------------------------- | --------------------- |
|                                                  | 天生妙手 （2009.4.11 - 2009.5.16） |                       |
| RESCUE～特別高度救助隊 （2009.1.24 - 2009.3.21） | MR.BRAIN （2009.5.23 - 2009.7.11） |                       |

| 緯來日本台 週一至週五 22:00-23:00        | 緯來日本台 週一至週五 22:00-23:00                    | 緯來日本台 週一至週五 22:00-23:00 |
| ---------------------------------------- | ---------------------------------------------------- | --------------------------------- |
|                                          | 醫界神手 （2013.11.18 - 2013.11.25）                 |                                   |
| 最強名醫2013 （2013.11.05 - 2013.11.15） | 灰姑娘拉警報(22:00 - 00:00) (2013.11.26 - 2013.12.3) |                                   |